# Oleksandr Batyščev
Oleksandr Volodymyrovyč Batyščev (in ucraino Олександр Володимирович Батищев?; Rubižne, 14 settembre 1991) è un calciatore ucraino, centrocampista dello Slavija-Mazyr.

## Carriera
Ha giocato nella massima serie dei campionati ucraino, bielorusso e kazako.